# Árvore sintática abstrata
Árvores sintáticas abstratas, assim como as árvore de análise sintática, são estruturas de dados em árvore que representam estruturas sintáticas de cadeias, de acordo com alguma gramática formal, porém os nós são diretamente valorados em seus símbolos terminais, não havendo portanto a representação das derivações por meio dos símbolos não terminais.
É uma representação abstrata (simplificada) da estrutura semântica de um código fonte escrito em uma certa linguagem de programação. Cada nó da árvore denota um construtor no código fonte. A sintaxe é abstrata no sentido que ela não representa cada detalhe que aparece na sintaxe real. Por exemplo, agrupar parênteses está implícito na estrutura da árvore, e uma construção sintática como um condicional SE cond ENTÃO expr pode ser denotada por um simples nó com suas ramificações.